# Castro de Chibanes

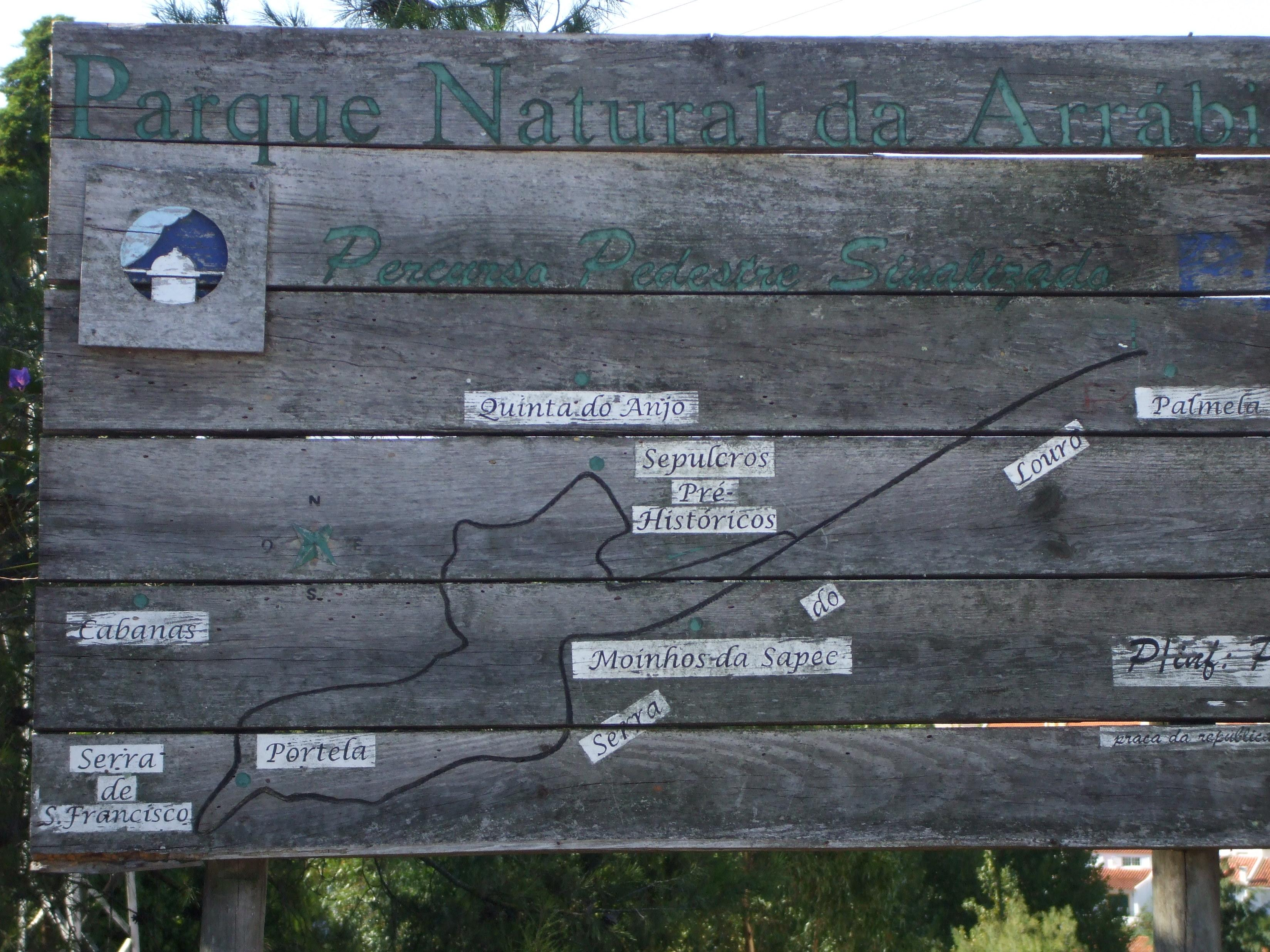

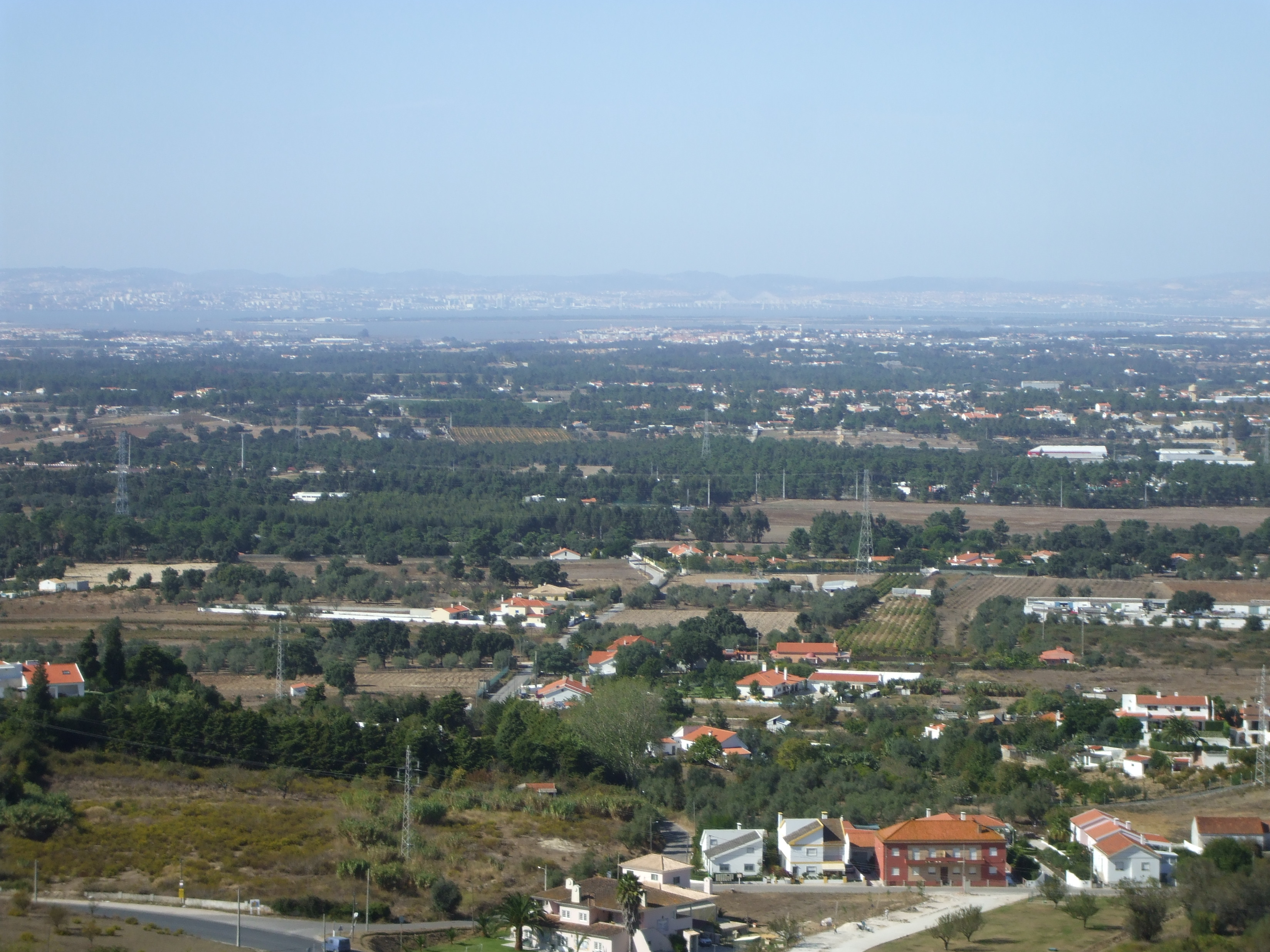

O Castro de Chibanes, ou Povoado de Chibanes, consiste numa fortificação pré e proto-histórica localizada na freguesia e no município de Palmela, no Distrito de Setúbal, em Portugal.
O Castro de Chibanes teve as seguintes fases de ocupação:
- Calcolítico (Idade do Cobre) inicial e pleno, III.º milénio a.C.;

- Calcolítico final / Bronze antigo (Horizonte Campaniforme), 1.ª metade do II.º milénio a.C.;

- Período de abandono durante cerca de 1.700 anos;

- II.ª Idade do Ferro (séculos III-II a.C.);

- Período romano-republicano (século II-I a.C.);

- Época romana imperial.

O estudo deste povoado permite compreender melhor as relações comerciais e consequentes alterações sociais ao longo de vários milénios no território hoje português com o norte da Europa e o mediterrâneo.

## Imóvel de Interesse Público
Esta jazida pré e proto-histórica está classificada como Sítio de Interesse Público desde 2011, tendo em 2004 sido apresentado à Assembleia da República Portuguesa um requerimento acusando o estado de abandono desse arqueosítio.

## Localização
Localizado estrategicamente no cume da Serra do Louro, incluído no Parque Natural da Arrábida, num ponto de onde é possível avistar a norte o estuário do Tejo e a sul o estuário do Sado. Estudos arqueológicos permitiram relacionar as grutas artificiais existentes na proximidade (conhecidas como Grutas da Quinta do Anjo) com o povoado utilizado para enterrar os seus mortos. 
Dada a beleza da paisagem e o interesse quer turístico quer cultural existe um percurso pedestre sinalizado de pequena rota com cerca de dez quilómetros onde se inclui, além desse povoado de cumeada e da referida necrópole, uma povoação utilizada durante a ocupação árabe também conhecida como alcaria islâmica e quatro moinhos de Palmela.